# Rain on Me (chanson d'Ashanti)
Pour les articles homonymes, voir Rain on Me.
Singles de Ashanti
Rock wit U (Awww Baby) (en)
(2003) Breakup 2 Makeup (en)
(2004)
Clip vidéo
[vidéo] « Rain on Me », sur YouTube
Rain on Me est une chanson de la chanteuse R&B américaine Ashanti, parue sur son album Chapter II. La chanson est sortie le 19 août 2003 en tant que deuxième single de l'album. 
Le single a atteint la 7e place du Billboard Hot 100 aux États-Unis et le top 20 au Royaume-Uni. La chanson contient un échantillon de The Look of Love d'Isaac Hayes à travers la chanson de Snoop Dogg G'z Up Hoes Down, titre qui a été retiré de son premier album Doggystyle pour des problèmes de droits d'auteur.
En 2004, la chanson a été nommée aux Grammy pour la meilleure prestation vocale R&B féminine.

## Clip vidéo
Le clip de Rain on Me a été publié le 28 août 2003. Dans le clip vidéo, Ashanti joue une célébrité maltraitée par un petit ami jaloux, incarné par l'acteur Larenz Tate.

## Liste des titres
| 1. | Rain on Me (version album)        | 5:05 |
| 2. | Rain on Me (Taz & Vanguard Remix) | 5:05 |
| 3. | Baby (featuring Dizzee Rascal)    | 4:13 |
| 4. | Rain on Me (Video)                |      |

| A1. | Rain on Me (version album)        | 5:04 |
| B1. | Rain on Me (Taz & Vanguard Remix) | 5:05 |
| B2. | Rain on Me (Full Phat Remix)      | 4:13 |

## Classements
| Classement (2003-04)            | Meilleure position |
| ------------------------------- | ------------------ |
| Allemagne (GfK Entertainment)   | 70                 |
| Belgique (Flandre Ultratip 100) | 15                 |
| Belgique (Wallonie Ultratip 50) | 17                 |
| Canada (Digital Songs)          | 27                 |
| Écosse (OCC)                    | 32                 |
| États-Unis (Hot 100)            | 7                  |
| États-Unis (R&B/Hip-Hop Songs)  | 2                  |
| États-Unis (Rhythmic Songs)     | 11                 |
| Royaume-Uni (UK Singles Chart)  | 19                 |
| Royaume-Uni (UK R&B Chart)      | 10                 |
| Suisse (Schweizer Hitparade)    | 85                 |

| Classement (2003)    | Meilleure position |
| -------------------- | ------------------ |
| États-Unis (Hot 100) | 83                 |

## Historique de sortie
| Pays              | Date         | Format        | Label       | Réf.   |
| ----------------- | ------------ | ------------- | ----------- | ------ |
| États-Unis Europe | 19 août 2003 | CD single     | Murder Inc. | [ 16 ] |
| États-Unis Europe | 2003         | maxi 45 tours | Murder Inc. | [ 16 ] |
| Royaume-Uni       | 2003         | maxi 45 tours | Murder Inc. | [ 16 ] |